# Gare de Sanry-sur-Nied
La gare de Sanry-sur-Nied est une gare ferroviaire française de la ligne de Réding à Metz-Ville, située sur le territoire de la commune de Sanry-sur-Nied dans le département de Moselle en région Grand Est.
Elle est mise en service en 1894, statut de halte, par la Direction générale impériale des chemins de fer d'Alsace-Lorraine (EL).
C'est une halte voyageurs de la Société nationale des chemins de fer français (SNCF) desservie par des trains TER Grand Est.

## Situation ferroviaire
Établie à 219 mètres d'altitude, la gare de Sanry-sur-Nied est située au point kilométrique (PK) 137,819 de la ligne de Réding à Metz-Ville, entre les gares de Rémilly et de Courcelles-sur-Nied.

## Histoire
Le 16 novembre 1852 lors de l'ouverture du tronçon de Forbach à la frontière Prussienne qui permet l'inauguration de la ligne de Metz à Sarrebruk, il n'y a pas n'y a ni station ni halte entre les stations de Courcelles-sur-Nied et de Rémilly. Le cadastre Allemand de 1893 indique un bâtiment sans précision (sans doute une maison de garde barrière).
La halte de Sanry-sur-Nied est, sans doute, mise en service en 1894 par la Direction générale impériale des chemins de fer d'Alsace-Lorraine (EL) qui l'a fait figurer sur son plan de la ligne de cette même année alors qu'elle n'y était pas l'année précédente.
Le 24 août 1951, à 3 h 50, l'express Francfort – Sarrebruck – Paris est percuté par le rapide Bâle – Calais. Le choc est si violent que le wagon de queue de l'express est projeté sur la voiture qui le précède. Cette collision a fait 23 morts, dont six militaires américains ; ainsi qu'une quarantaine de blessés, parmi lesquels de nombreux militaires français stationnés en ex-RFA. Un défaut des signaux est à l'origine de cette catastrophe.
En 1962, la halte de Sanry-sur-Nied figure sur le carnet de profil de la région Est de la SNCF, elle dispose simplement d'un bâtiment.
En 2011, Reinhard Douté précise que cette halte est située au passage à niveau n°105.

## Fréquentation
De 2015 à 2024, selon les estimations de la SNCF, la fréquentation annuelle de la gare s'élève aux nombres indiqués dans le tableau ci-dessous.
| Année     | 2015  | 2016  | 2017  | 2018  | 2019  | 2020  | 2021  | 2022  | 2023  | 2024   |
| --------- | ----- | ----- | ----- | ----- | ----- | ----- | ----- | ----- | ----- | ------ |
| Voyageurs | 9 928 | 8 998 | 9 066 | 9 595 | 9 866 | 7 413 | 8 214 | 8 579 | 9 558 | 10 085 |

## Service des voyageurs

### Accueil
Halte SNCF, c'est un point d'arrêt non géré (PANG) à accès libre. Elle est équipée d'un automate pour l'achat de titres de transport TER.

### Desserte
Sanry-sur-Nied est desservie par des trains du réseau TER Grand Est de la relation Metz-Ville-Sarrebourg.

### Intermodalité
Un parking pour les véhicules y est aménagé.
Un arrêt est desservi par des cars.